# Collegium Medicum Uniwersytetu Rzeszowskiego
Collegium Medicum Uniwersytetu Rzeszowskiego – jedna z czterech jednostek dziedzinowych Uniwersytetu Rzeszowskiego. Kolegium Nauk Medycznych jest jednostką organizacyjną Uniwersytetu Rzeszowskiego funkcjonującą od 1 października 2019 roku. W skład Collegium Medicum weszły dawne Wydziały UR: Wydział Medyczny oraz Wydział Wychowania Fizycznego.

## Kierunki kształcenia
Dostępne kierunki:
- Dietetyka
- Elektroradiologia
- Fizjoterapia
- Lekarski
- Pielęgniarstwo
- Położnictwo
- Ratownictwo Medyczne
- Turystyka i Rekreacja
- Wychowanie Fizyczne
- Zdrowie Publiczne

## Struktura organizacyjna

### Instytut Nauk Medycznych
Dyrektor: prof. dr hab. Adam Reich
- Katedra Chorób Wewnętrznych
- Katedra Ginekologii i Położnictwa
- Katedra Patofizjologii I Fizjologii Człowieka
- Katedra Pediatrii
- Zakład Anatomii Prawidłowej Człowieka
- Zakład Biochemii i Chemii Ogólnej
- Zakład Biologii
- Zakład Chirurgii
- Zakład Chirurgii Czaszkowo-Szczękowo-Twarzowej
- Zakład Chorób Zakaźnych
- Zakład Dermatologii
- Zakład Diagnostyki Obrazowej i Medycyny Nuklearnej
- Zakład Farmakologii Doświadczalnej i Klinicznej
- Zakład Fotomedycyny i Chemii Fizycznej
- Zakład Genetyki Ogólnej i Klinicznej
- Zakład Hematologii
- Zakład Immunologii Człowieka
- Zakład Medycyny Ratunkowej i Intensywnej Terapii
- Zakład Medycyny Sądowej i Prawa Medycznego
- Zakład Mikrobiologii
- Zakład Neurologii
- Zakład Onkologii Klinicznej
- Zakład Onkologii i Medycyny Translacyjnej
- Zakład Ortopedii i Traumatologii
- Zakład Otolaryngologii
- Zakład Patomorfologii
- Zakład Psychiatrii
- Pracownia Biologii Molekularnej Nowotworów i Badań Translacyjnych
- Pracownia Dydaktyki Medycznej i Ewaluacji Wiedzy
- Pracownia Histologii i Embriologii
- Pracownia Medycyny Rodzinnej
- Pracownia Nauk Społecznych
- Pracownia Neurochirurgii
- Pracownia Okulistyki
- Pracownia Rehabilitacji

### Instytut Nauk o Zdrowiu
Dyrektor: dr hab. Lidia Perenc
- Katedra Fizjoterapii
- Zakład Dietetyki
- Zakład Opieki Położniczo-Ginekologicznej
- Zakład Pielęgniarstwa i Zdrowia Publicznego
- Zakład Ratownictwa Medycznego

### Instytut Nauk o Kulturze Fizycznej
Dyrektor: prof. dr hab. Wojciech Czarny
- Katedra Nauk o Człowieku
- Pracownia Diagnostyki w Treningu Sportowym i Zdrowotnym
- Pracownia Motoryczności Człowieka
- Pracownia Biochemii i Fizjologii Wysiłku Fizycznego
- Pracownia Przedmiotowo-Dydaktyczna Nauk o Zdrowiu
- Katedra Społeczno-Kulturowych Podstaw Wychowania Fizycznego i Sportu
- Pracownia Analiz Statystycznych
- Pracownia Przedmiotowo-Dydaktyczna Nauk Społecznych
- Pracownia Przedmiotowo-Dydaktyczna Aktywności Fizycznej Czasu Wolnego
- Zakład Wychowania Fizycznego i Sportu
- Pracownia Przedmiotowo-Dydaktyczna Teorii i Metodyki Treningu Sportowego
- Pracownia Przedmiotowo-Dydaktyczna Metodyki Wychowania Fizycznego i Organizacja Praktyk Zawodowych
- Pracownia Przedmiotowo-Dydaktyczna Letnich i Zimowych Form Aktywności Ruchowych

### Pozostałe jednostki
- Przyrodniczo–Medyczne Centrum Badań Innowacyjnych
- Centrum Symulacji Medycznej
- Podkarpackie Centrum Lekkoatletyczne

## Władze Kolegium
W kadencji 2024–2028:
| Stanowisko                      | Imię i nazwisko                   |
| ------------------------------- | --------------------------------- |
| Prorektor ds. Collegium Medicum | prof. dr hab. n. med. Artur Mazur |

### Władze Dziekańskie
W kadencji 2024–2028:
| Stanowisko | Imię i nazwisko                |
| ---------- | ------------------------------ |
| Dziekan    | dr hab. n.med. Rafał Podgórski |
| Prodziekan | dr n.med. Krzysztof Balawender |
| Prodziekan | dr Maciej Huzarski             |
| Prodziekan | dr hab. Agnieszka Sozańska     |
| Prodziekan | dr n.med. Magdalena Żychowska  |